# Örby landskommun
Örby landskommun var en tidigare kommun i dåvarande Älvsborgs län.

## Administrativ historik
Den inrättades i Örby socken i Marks härad i Västergötland när 1862 års kommunalförordningar trädde i kraft.
I kommunen inrättades Skene municipalsamhälle 5 september 1941. 1951 bröts den delen ut ur Örby för att bilda Skene köping.
Kommunreformen 1952 påverkade inte det återstående Örby, men vid reformen 1971 gick denna kommun upp i nybildade Marks kommun.
Kommunkoden 1952-1970 var 1541.

### Kyrklig tillhörighet
I kyrkligt hänseende tillhörde kommunen Örby församling.

## Geografi
Örby landskommun omfattade den 1 januari 1952 en areal av 93,15 km², varav 86,88 km² land.

### Tätorter i kommunen 1960
| Tätort         | Folkmängd |
| -------------- | --------- |
| Örby           | 745       |
| Kinna, del ava | 168       |

Tätortsgraden i kommunen var den 1 november 1960 31,5 procent.

## Politik

### Mandatfördelning i valen 1938-1966
|  | 19 |  | 9 |

| 30 |

|  | 20 |  | 8 |

| 30 |

| 3 | 19 |  | 7 |

| 27 |

| 19 |  | 2 | 8 |

| 26 |

|  | 18 | 7 |  | 3 |

| 25 | 5 |

| 18 | 2 | 2 | 8 |

| 24 | 6 |

|  | 18 | 3 | 2 | 6 |

| 27 |

| 17 | 5 | 2 | 6 |

| 26 |